# پرواز ۵۷
پرواز ۵۷ مجموعه طنز تلویزیونی‌ای به کارگردانی شیرین جاهد بود که در دهه فجر سال ۱۳۷۲ از شبکه یک سیمای جمهوری اسلامی ایران پخش شد.
این مجموعهٔ کمدی را می‌توان دومین نقطهٔ عطف مجموعه‌های کمدی تلویزیونی پس از پیروزی انقلاب اسلامی ایران دانست. لازم به‌ذکر است که نصرالله رادش با بازی در این کمدی تلویزیونی وارد عرصهٔ تلویزیون و کمدی ایران گردیده است.

## بازیگران
- فاطمه هاشمی
- رضا عطاران
- سعید آقاخانی
- رامین ناصرنصیر
- مهران مدیری
- معصومه کریمی
- طیبه ابراهیم
- نعیمه نظام‌دوست
- نصرالله رادش
- حسن شکوهی
- ارژنگ امیرفضلی
- یوسف صیادی
- غلامرضا نیکخواه
- نادر سلیمانی
- فریبا رئیسی